# دوسوتار تول

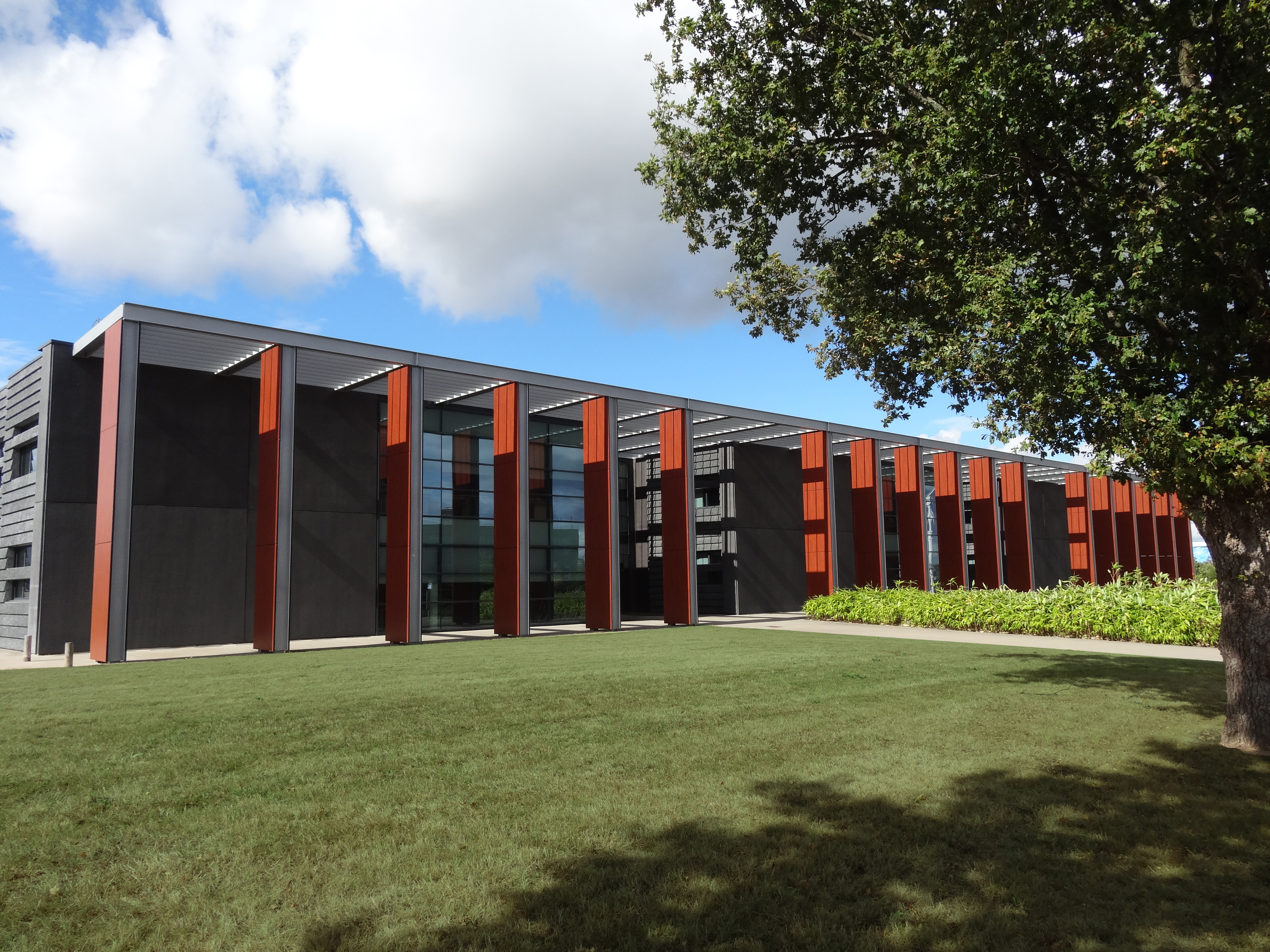
Desoutter Tools main office in Saint-Herblain, 2012

تأسست Desoutter Industrial Tools في عام 1914 ويقع مقرها الرئيسي في فرنسا وتتخصص الشركة في تصنيع الأدوات الكهربائية والهوائية. تبيع الشركة منتجاتها وتقدم خدماتها في أكثر من 170 دولة عبر 20 وحدة تجارية. تتخصص Desoutter Toolsفي مجالات صناعات الفضاء والسيارات والصناعات التجميعية الخفيفة والمركبات الثقيلة ومركبات الطرق الوعرة والصناعات العامة.
تم دمج شركاتGeorges Renault الفرنسية  في شركة Desoutter Tools في عام 1989، كما تم دمج شركة Tech-Motive الأمريكية في عام 2005 وشركة Scan Rotor السويدية في عام 2004

## التاريخ

### الأصول
كان مارسل دوسوتير واحد من خمس أخوة وكان يعمل طيارًا. وعندما فقد ساقه في حادث تحطم طائرة  تم تركيب «جهاز تعويضي غير مريح من الخشب» له. وساعده شقيقه شارلي في استعادة قدرته على الحركة وذلك بتصميم نموذج لساق صناعية جديدة مصنوعة من الدورالمين. وكانت أول ساق معدنية يتم صنعها على الإطلاق. حيث كانت أخف وأسهل في المناورة وبعدها استطاع مارسل الطيران مرة أخرى بعد عام.
كان هذا الاختراع يلبي حاجة آخرين يحتاجون الحصول على قدم صناعية خفيفة وهو ما نتج عنه تأسيس شركة Desoutter برئاسة مارسل دوسوتير.

### خطوط الإنتاج
منذ البداية احتاجت الشركة لتطوير أدوات هوائية محددة وذلك للحرص أن مكونات الألومنيوم للأطراف الصناعية يتم ثقبها بشكل مناسب.
وبالتوازي مع تتطورات عديدة في إنتاج الشركة، حصلت الشركة على خبرة في هذا المجال في خمسينيات القرن العشرين وهو الأمر الذي جعله مجال عملها الوحيد.

### الشعار
تم اعتماد فكرة هذا الرمز من قبل شارلي كونلييف والذي ترأس قسم الإعلان في Desoutter  لعدة سنوات بعد الحرب العالمية الثانية. حيث كانت تلك هي فترة الازدهار خصوصًا فيما يتعلق بتطوير مجموعة جديدة من المنتجات. وجاء إطلاق الرمز عن طريق حملة إعلانية جديدة حيث تظهر أشكال صغيرة على ملابس العامل مع رؤوس أحصنة.
حيث يمثل هذا مبدأ قوة الحصان والذي تم استخدامه في عدة إعلانات للشركات لمدة حوالي عشرين عامًا. حتى أن مجلس الإدارة قرر في وقت ما أن هذا الرمز يجسد شخصية الشركة.
في عام 1973، تم إضافة نص كتابي لشعار شركة Desoutter والذي كان عبارة عن صورة من توقيع لويس ألبرت دوسوتير  وكان أحد مؤسسي الشركة.
للاحتفال بالذكرى المئوية للشركة، فقد اعتمد الشعار تصميم عصري أكثر.

### المنتجات
| Battery Tools                                  | الأدوات الكهربائية في كتالوج أدوات Desoutter السريع | الأدوات الهوائية في كتالوج أدوات Desoutter السريع | أنظمة القياس على موقع Desoutter Tools | Others                       |
| ---------------------------------------------- | --------------------------------------------------- | ------------------------------------------------- | ------------------------------------- | ---------------------------- |
| إصدارات E-LIT اختراعات Desoutter كأفضل ما تكون | Transducerized EB Tools                             | أدوات الربط الهوائية                              | المتحكمات                             | مثاقب التغذية الآلية والتابر |
| B-Flex                                         | أدوات التحكم في تيار EB                             | البشرمة                                           | البرامج                               | المحركات الهوائية            |
|                                                | أدوات الربط الكهربائية                              | أدوات الضغط                                       |                                       | أدوات متفرقة                 |
|                                                |                                                     | المثاقب                                           |                                       | الإكسسوارات                  |
|                                                |                                                     | التابرات                                          |                                       | Industry 4.0 Solutions       |
|                                                |                                                     | أجهزة الطحن والسنفرة                              |                                       |                              |

## اقرأ المزيد
- Flight magazine, 29 March 1913
- Flight magazine, 2 May 1929
- Flight magazine, 25 April 1952 (Obituary)
- Jackson, A J. British Civil Aircraft since 1919 Volume 2. Putnam, 1973
- Oxford Dictionary of National Biography, Volume15. Oxford University Press, 2004

## روابط خارجية
- الموقع الرسمي
- Mechanization in Industry, Harry Jerome, 1934
- Design for Industry, Volumes 48-49
- Machinery & Production Engineering Volume 77, Issue 2
- Aeroplane and Commercial Aviation News, Volume 97